# Psathyrella piluliformis
Psathyrella piluliformis es una especie de hongo agárico en la familia Psathyrellaceae. Produce un basidiocarpo con sombrero convexo que mide de 2 a 5 cm de diámetro. Los sombreros son de color avellana a marrón rojizo, el color tiende a desaparecer con la edad y clima seco. Las agallas escasamente espaciadas tienen un adnato adosado al tallo. Inicialmente son de un tono bronceado hasta que las esporas maduran, cuando las branquias se vuelven de color marrón oscuro. Los fragmentos del velo pueden permanecer en el margen del sombrero y como una tenue banda de pelos en el tallo. La fructificación se produce en racimos en la base de tocones de madera dura.
Es considerado comestible pero de baja calidad.
Se encuentra en Inglaterra e Irlanda.